# DigitalMania
DigitalMania est le premier studio indépendant de développement de jeux vidéo en Tunisie.
Fondé en 2012 par son PDG, Walid Sultan Midani, DigitalMania est spécialisé dans le développement de jeux multi-plateformes (iOS, Android, Facebook, Kinect, etc.). 

## Jeux
- Defendoor (2012)
- Tunis 2050 (2013)
- Malla J3ala (2014)
- Slap Mosquitoes (2014)
- Boga Bubbles (2014)
- Funky Shooter (2015)[3]
- Beat The Beats (2015)[4],[5]